# Monestir de Sapara
El monestir de Sapara (en georgià: საფარის მონასტერი) és un monestir de l'Església ortodoxa georgiana, situat a la ciutat d'Akhaltzikhe, a la regió de Samtsje-Yavajeti (Geòrgia).

## Història

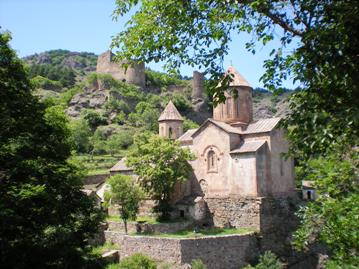
Vista de l'àrea del monestir de Sapara

Existeix des d'almenys el segle ix i ha tingut entre els seus monjos moltes figures importants de la història eclesiàstica de Geòrgia. A la fi del segle xiii, Sapara es va convertir en una possessió de la família Jakeli, el líder de la qual, Sargis Jakeli, era expert a mantenir-se en bons termes amb els mongols, cosa que va permetre a la regió de Samtskhé gaudir d'una pau inusual en aquesta època. Quan va envellir, Sargis va prendre els ordes monàstics i va canviar el seu nom per Saba. El seu fill Beka va construir la més gran de les dotze esglésies d'aquesta regió, l'església de Sant Saba, anomenada així pel sant del nom que va adoptar el seu pare, una de les esglésies de millor arquitectura del seu temps. Els frescs del segle xiv a l'interior són d'alta qualitat.

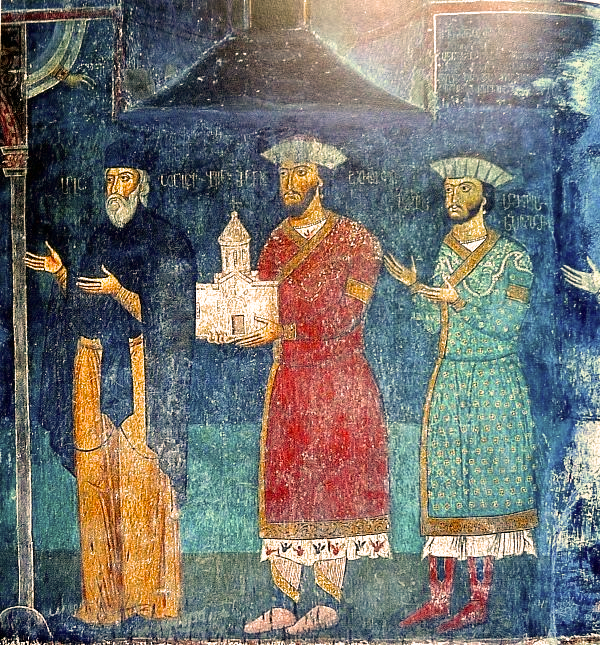
Representació al fresc de la família principesca

Des de finals del segle xvi fins principis del segle xvii, el monestir de Sapara va quedar buit a causa de l'expansió de la política de l'Imperi Otomà a Samtskhé i, durant aquest procés, les icones del monestir i altres tresors es dugueren a àrees més protegides de Geòrgia.
Durant la primera meitat del segle xviii, el geògraf, cartògraf i historiador georgià Bachousti de Kartli es va referir al monestir de Sapara com a «gran, honrat i decorat amb imatges d'eclesiàstics i sants». Al segle xix, el monestir era un desert i es va reobrir en la dècada del 1850. Els monjos georgians es van establir per primera vegada en el conjunt i el 1893 la branca russa s'hi va mantenir fins al període soviètic.

## Descripció

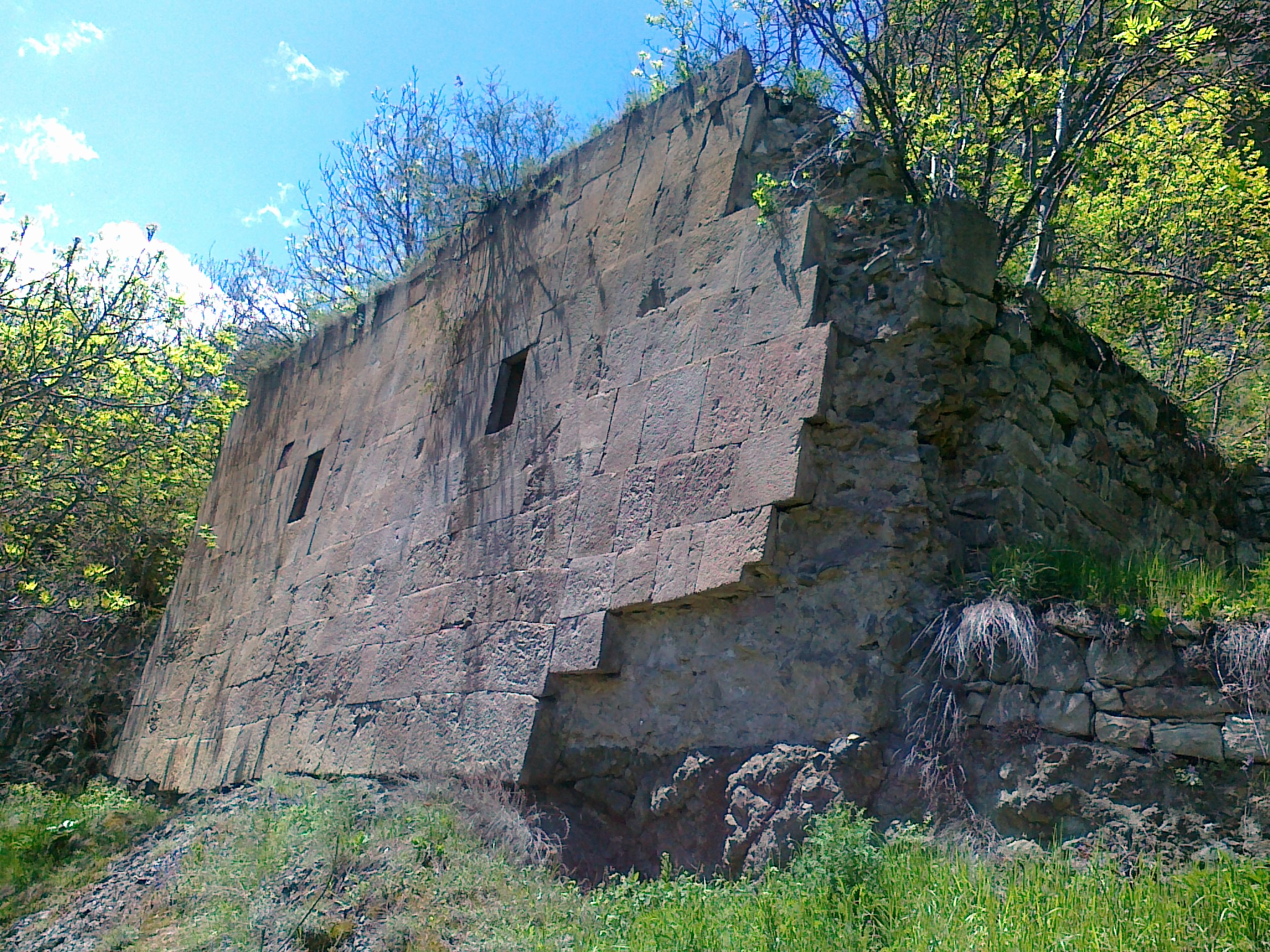
Palau en ruïnes

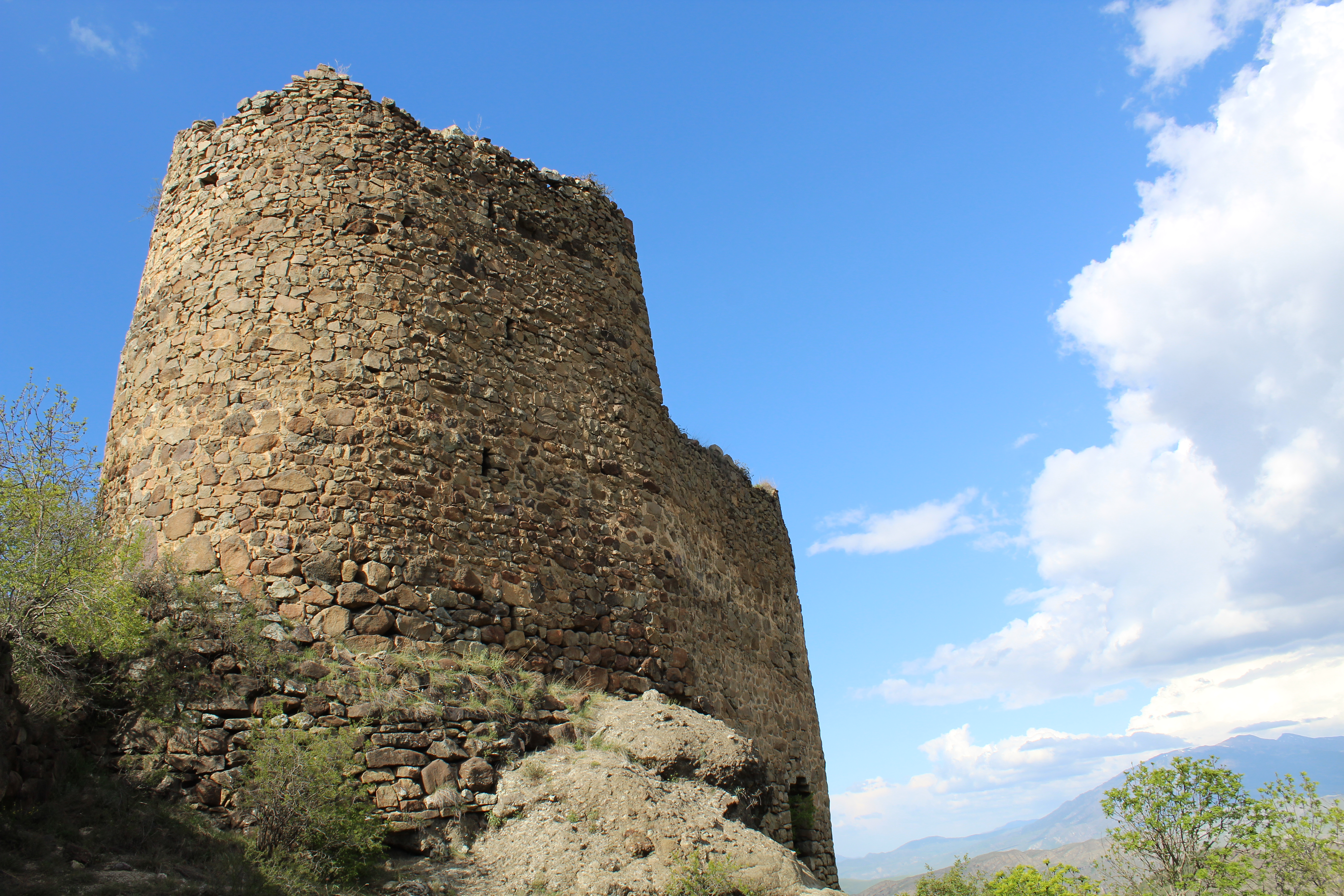
Bastions

El complex del monestir ocupa un terreny estret, dalt de les muntanyes. Inclou nombrosos edificis a la dreta i esquerra de l'entrada principal i en diversos nivells d'elevació:
- Església de Sant Saba: construïda per Beka, fill de Sargis Zakeli, als segles XIII-XIV.
- Campanar: és un edifici alt de dos pisos sense decoració exterior. Internament està pintat al fresc amb retrats de donants.
- Palau dels atabeg: només un pis sobreviu de l'edifici de dos pisos, i el sostre s'ha ensorrat.
- Capelleta de Sant Jordi: d'estil medieval tardà.
- Església d'Agios Dimitrios: data del final de l'edat mitjana.
- Església dels Sants Pere i Pau: és d'estil medieval tardà.
- Església de Sant Joan Crisòstom: d'estil medieval tardà.
- Església del Baptista: d'estil medieval tardà.
- Bastions: el complex del monestir està envoltat per un mur fortificat i presenta estructures defensives que daten del període medieval tardà.